# SM Tb 78 T
SM Tb 78 T – austro-węgierski torpedowiec z okresu I wojny światowej. Piąta jednostka typu Tb 74 T. Po wojnie służył w Jugosławii pod nazwą T 3. Podczas II wojny światowej służył w marynarce włoskiej (jako T 3), następnie chorwackiej, po czym niemieckiej (jako TA 48). Zatopiony 20 lutego 1945 roku.

## Służba
SM Tb (Torpedowiec Jego Cesarskiej Mości) 78T został wodowany 4 marca 1914 roku i wszedł do służby w marynarce Austro-Węgier 23 sierpnia 1914 roku, jako piąty okręt swojego typu. 21 maja 1917 roku nazwę skrócono do SM Tb 78. Służył aktywnie podczas I wojny światowej na Adriatyku, brał między innymi udział w nieudanej próbie przerwania blokady Cieśniny Otranto przez okręty floty austro-węgierskiej w nocy z 9 na 10 czerwca 1918 roku, podczas której zatopiony został pancernik SMS „Szent István”.
Okręt przetrwał wojnę, po czym w ramach podziału floty Austro-Węgier w 1920 roku przyznano go Jugosławii, dokąd trafił w 1921 roku, wraz z bliźniaczymi Tb 76T, 77T i 79T oraz czterema torpedowcami zbliżonego typu Tb 82F stanowiąc jedyne nowoczesne okręty jugosłowiańskie. Po wcieleniu do marynarki jugosłowiańskiej otrzymał nazwę T 3.
W kwietniu 1941 roku, po inwazji na Jugosławię został zdobyty przez wojska włoskie i wcielony do marynarki włoskiej (Regia Marina) z zachowaniem nazwy T 3. Po kapitulacji Włoch, został 16 września 1943 roku zdobyty przez Niemców w Fiume, po czym po remoncie wcielony do służby 16 października 1943 pod oznaczeniem TA 48. Okręt został następnie przekazany nowo utworzonej marynarce Niepodległego Państwa Chorwackiego (NDH), służąc w składzie 2. Flotylli Eskortowej (Geleitflotille) niemieckiego 11. Dywizjonu Dozorowego (Sicherungsdivision) na Adriatyku. Formalne objęcie okrętu przez Marynarkę Wojenną NDH nastąpiło 15 sierpnia 1944 roku, a dowódcą okrętu został mianowany Kapitänleutnant Gjuro Strcaj.
W grudniu 1944 roku, po ucieczce do partyzantów chorwackiego kutra przybrzeżnego KS 5, marynarka NDH została rozwiązana przez Niemców, a TA 48 przejęty ponownie przez niemiecką Kriegsmarine, aczkolwiek służył nadal z chorwacką w większości załogą. Został zatopiony 20 lutego 1945 roku w Trieście przez samoloty alianckie.
10 maja 1946 roku wrak został podniesiony i w latach 1948–1949 złomowany w Trieście.

## Opis
Tb 78 T wyposażony był w dwa kotły parowe typu Yarrow, które współpracowały z dwoma turbinami parowymi Parsons. Okręt uzbrojony był początkowo w dwie armaty kalibru 66 mm L/30, pojedynczy karabin maszynowy Schwarzlose oraz dwie podwójne wyrzutnie torped kalibru 450 mm. Od 1917 roku rufową armatę 66 mm mocowano na okrętach tego typu na podstawie umożliwiającej prowadzenie ognia do celów powietrznych. Załoga liczyła 41 osób.
W Jugosławii w okresie międzywojennym zamieniono armaty na działa uniwersalne 66 mm L/45 Skoda i dodano drugi karabin maszynowy. Załogę stanowiły 52 osoby.
W służbie włoskiej okręt przezbrojono w dwa działa 76 mm L/60, a następnie wzmocniono lekką artylerię przeciwlotniczą. Załoga liczyła do 64 osób. W służbie niemieckiej i chorwackiej wzmocniono uzbrojenie przeciwlotnicze do pojedynczego działka kal. 37 mm oraz jednego zdwojonego i dwóch pojedynczych działek Breda kal. 20 mm, kosztem zdjętych wyrzutni torped i jednego z dział 76 mm, a załoga liczyła 35 osób.